# Parah
Parah (en hebreu: מסכת פרה) (transliterat: Masechet Parah ) és el nom d'un tractat de la Mixnà i el Talmud, el tractat està inclòs a l'ordre de Tohorot. La llei de la Torà (Llibre dels Nombres 19) decreta que una vedella vermella, "en la qual no hi ha taca, i sobre la qual mai va arribar el jou," serà cremada i les seves cendres seran barrejades amb l'aigua d'una font, perquè la barreja així obtinguda es pugui fer servir per ruixar i netejar a tot aquell que estigui en un estat d'impuresa ritual. La cremació de la vedella, i la preparació de les seves cendres, així com la recol·lecció de l'aigua i la seva mescla, solien estar acompanyades d'estrictes cerimònies. El tractat Parah conté una descripció detallada d'aquestes cerimònies, així com diverses regulacions concernents a la puresa de l'aigua de reg i els seus diferents efectes. A la majoria de les edicions, el tractat és el quart de l'ordre de Tohorot de la Mixnà, i està dividit en dotze capítols, contenint noranta-sis paràgrafs en total.